# 유미바 마사키
유미바 마사키(일본어: 弓場 将輝, 2002년 5월 13일~)는 일본의 축구 선수이다.

## 구단 경력
그는 2020년 J1리그의 오이타 트리니타에 입단했다. 2021년후 J2리그에 강등했다. 2024년까지 94경기에 출전하여, 8득점을 넣었다. 2025년 J1리그의 시미즈 에스펄스로 이적했다.